# 李校堃
李校堃（1964年2月—），陕西富平人，医学博士，研究员，教育部长江学者特聘教授。长期致力于生长因子类基因工程药物工程化，曾任暨南大学医学生物技术研究开发中心主任兼暨南大学科技产业办公室副主任，温州医科大学药学院院长，温州医科大学副校长，2015年7月担任温州大学校长。

## 食品
1987年、1992年分别取得白求恩医科大学(现吉林大学白求恩医学部)医学学士和医学硕士学位，1996年取得中山医科大学微生物学博士。

## 头衔
- 浙江省生物技术制药工程重点实验室主任
- 中国医药生物技术协会 常务理事
- 中国生物工程学会常务理事
- 中华医学会创伤学分会创伤药物与转化应用委员会主任委员
- 中国医药质量管理协会副会长
- ICOC-国际会议组委会 理事
- 全球华人生长因子学会主席